# Adapaleno/peróxido de benzoíla
Adapaleno/peróxido de benzoila é uma associação medicamentosa eficaz na diminuição das lesões inflamatórias e não inflamatórias da acne (cravos e espinhas). Agem por mecanismo de ação diferentes, porém em sinergia, onde o resultado das ações em conjunto é melhor que o uso das substâncias isoladamente.
Um estudo brasileiro realizado pelo Dr. Alexandre Sittart, que durou 12 semanas apontou uma melhora das lesões em 87% dos casos, apresentando boa tolerabilidade.
O peróxido de benzoíla extermina P. acnes, sem criação da chamada resistência bacteriana, enquanto o adapaleno é um retinóide sintético.